# Arlette Ramaroson
Arlette Ramaroson (Diégo Suarez, 14 augustus 1944) is een Malagassisch rechtsgeleerde. Ze was strafrechter in Antananarivo en vervolgens rechter van het Rwandatribunaal en het Joegoslaviëtribunaal.

## Levensloop
Ramaroson behaalde een Bachelor of Laws in 1973 en vervolgens nog een diploma van het Institut d'Etudes Judiciaires in 1974.
Aansluitend werd ze plaatsvervangend openbaar aanklager in haar geboortestad. Een jaar later werd ze onderzoeksrechter en rechter van het strafhof voor hoger beroepszaken in Antananarivo en was ze daar sinds 1978 president voor de afdeling van strafzaken. Sinds 1995 doceert ze daarnaast burgerlijk recht en strafrecht aan de Universiteit van Antananarivo. Sinds 1998 was ze drie jaar lang directeur voor internationale betrekkingen van het Ministerie van Justitie.
In 2001 werd ze gekozen tot rechter van het Rwandatribunaal in Arusha in Tanzania. Hier was ze daarnaast van 2005 tot 2007 vicepresident. Sinds 2011 is ze rechter van de beroepskamer van dit tribunaal samen met het Joegoslaviëtribunaal.